# Карзай, Ахмед Вали
Ахмед Вали Карзай (пушту احمد ولي کرزی‎; 1961 — 12 июля 2011) — афганский политик, председатель провинциального совета Кандагара (2005—2011).

## Ранний период жизни и карьеры
Родился в 1961 году в городе Карз в провинции Кандагар, Афганистан, в семье Абдула Ахада Карзая, являлся братом Хамида Карзая, Махмуда Карзая и Каюма Карзая. Обучался в средней школе Хабибия в Кабуле, но не смог окончить учёбу из-за начавшейся советско-афганской войны.
Переехал жить в Пакистан, а затем иммигрировал в США, где управлял афганским рестораном в Чикаго, который принадлежал его семье. В конце 1980-х годов вернулся в Пакистан, чтобы помогать отцу.
В 2001 году приобрёл политическую известность в Афганистане после вторжения Международных сил содействия безопасности. Вернулся в страну после свержения правительства талибов и стал ключевым союзником американских военных на юге страны. В 2005 году был избран в провинциальный совет Кандагара и имел существенное влияние в провинции, где его называли «фактически губернатором». На момент смерти являлся председателем совета провинции Кандагара и старейшиной племени попалзай.
За несколько дней до смерти принял участие в британской телевизионной программе «Афганистан: неизвестная страна»; дал интервью Лиз Дюсет в своём доме в Кандагаре.

## Обвинения в коррупции
В июне 2009 года, по некоторым сведениям, посольство США в Афганистане опубликовало данные, что большая часть фактической деятельности по управлению Кандагаром скрыта от глаз общественности, а А. В. Карзай работает как с официальными правительственными структурами, так и с сетью политических кланов, использующих государственные институты для защиты своих законных и незаконных интересов. Кроме того, корреспондент Джеймс Райзен из «The New York Times» и другие журналисты заявляли, что он, возможно, участвовал в производстве опиума и героина в Афганистане. А. В. Карзай назвал эти обвинения «политической пропагандой» и заявил, что является жертвой порочной политики.
На встречах с президентом Афганистана Хамидом Карзаем, включая совещание 2006 года с бывшим послом США в Афганистане Рональдом Нейманом, руководителем отделения ЦРУ и их британскими коллегами, представители США озвучили информацию о А. В. Карзае в надежде, что президент Х. Карзай заставит своего брата уехать из страны. «Мы думали, что та обеспокоенность, высказанная нами Хамиду Карзаю, станет достаточным основанием, чтобы увезти Ахмеда Вали», — сказал один из чиновников. Однако Х. Карзай оказал сопротивление, потребовав чётких доказательств неправомерных действий Ахмеда Вали. «У нас нет твёрдых, прямых доказательств, которые мы могли бы предоставить, чтобы выдвинуть уголовное обвинение против Ахмеда Вали», — сказал представитель Белого дома. А. В. Карзай отверг обвинения как политически мотивированные нападения со стороны давних соперничающих групп Афганистана.
Перед президентскими выборами в Афганистане в 2009 году А. В. Карзай и Шер Мохаммад Ахундзада, бывший губернатор провинции Гильменд и член верхней палаты афганского парламента, были обвинены в фальсификации результатов предыдущего голосования.

## Связи с ЦРУ
В октябре 2009 года газета «The New York Times» сообщила, что А. В. Карзай получал оплату от ЦРУ за «различные услуги», включая создание специальных военизированных подразделений в регионе Кандагар, а также за то, что позволил ЦРУ и спецназу США арендовать бывшую резиденцию верховного лидера талибов Мухаммеда Омара. А. В. Карзай отрицал получение каких-либо финансовых средств от ЦРУ. Американский сенатор Джон Керри выступил в его защиту, заявив: «Мы не должны осуждать Ахмеда Вали Карзая или наносить ущерб нашим отношениям с его братом-президентом, на основе газетной статьи или слухов», а бывший посол Афганистана в США Саид Тайеб Джавад добавил: «Есть данные разведки, есть присутствие многих структур Соединённых Штатов и стран НАТО в Афганистане, почему они не приведут явных доказательств какого-либо коррупционного поведения президента или членов его семьи?».

## Гибель
Пережил ряд покушений со стороны представителей «Талибана» и по меньшей мере два нападения на свой офис в Кандагаре: один в ноябре 2008 года, а другой в апреле 2009 года. По словам самого Ахмеда Карзая, он пережил в общей сложности девять покушений на свою жизнь.
12 июля 2011 года был убит давним руководителем своей службы безопасности Сардаром Мухаммедом. В сообщениях СМИ говорилось, что в него дважды выстрелили из пистолета, один раз в голову и один раз в грудь, когда он выходил из ванной в своей резиденции. Абдул Разик, начальник полиции Кандагара, заявил, что нападавший Сардар Мухаммед был хорошо известен в семье Карзаев. Последние семь лет он был телохранителем А. В. Карзая. «Когда Ахмед Вали вышел из своей ванной комнаты, то Мухаммед дважды выстрелил в него без какого-либо разговора между ними. Вали получил одну пулю в грудь и вторую в голову», — сказал Абдул Разик. Нападавший был немедленно убит другими телохранителями, а затем его тело было повешено на городской площади.
После убийства А. В. Карзая в Кандагаре была мобилизована полиция, подняты вертолёты, установлены контрольно-пропускные пункты, ведущие к больнице, куда было доставлено тело.
Тело А. В. Карзая было доставлено в морг больницы «Мирвайс» в Кандагаре. Тысячи людей во главе с президентом Афганистана Хамидом Карзаем собрались на его похоронах на следующий день, а многие другие ждали в автобусах, когда тело было доставлено в его родной город Карз. Уровень безопасности в стране был повышен, и в некоторых сообщениях указывалось, что элитная группа охраны Хамида Карзая была направлена в Кандагар, где проходили похороны.
Пресс-секретарь президента Вахид Омер сказал, что «Мы знаем, что живём в опасной стране. Мы знаем, что за безопасность нужно бороться, и президент знает это. У него хороший уровень безопасности, и это не беспокоит президента. Президент расстроен и в горе из-за смерти своего брата. Вали был очень близким человеком для него». По пути на похороны губернатор Гильменда Мохаммад Гулаб Мангал избежал покушения, а позже вечером в Кандагаре прогремело ещё два взрыва. Хотя Х. Карзай возглавил похоронную процессию, он не присутствовал на поминальной службе, на которую напал террорист-смертник, в результате чего погиб имам мечети Хикматулла Хикмат и ещё трое человек, а ещё 13 человек были ранены.

## Реакция
Президент Х. Карзай в день смерти своего брата выступил с заявлением: «Мой младший брат сегодня принял мученическую смерть в своём доме. Это жизнь всего афганского народа, я надеюсь, что эти бедствия, с которыми сталкивается каждая афганская семья, однажды закончатся, мы надеемся, что Бог прекратит наши страдания». Американский генерал Дэвид Петреус, а также другие высокопоставленные сотрудники НАТО, проходящие службу в Афганистане, официальные лица в Белом доме и многие мировые лидеры осудили это убийство.
В день похорон президент страны выступил с сообщением для талибов:
«Моё послание для [Талибана] заключается в том, что это был мой земляк, мой брат, прекратите убивать своих собственных людей. Убить легко, и каждый может это сделать, но настоящий мужчина — это тот, кто может спасти жизни людей».
Представитель талибов Юсеф Ахмади заявил, что это один из агентов «Талибана» организовал убийство политика, сказав: «Сегодня в городе Кандагар брат Хамида Карзая был убит во время операции „аль-Бадр“. Мы наняли на это дело человека по имени Сардар Мохаммед и Ахмед Вали Карзай был наказан за все свои проступки».
Однако, согласно данным «Christian Science Monitor», «Талибан» имеет сомнительную достоверность в том, что взял на себя ответственность за нападение, к которым не имеет никакого отношения, и его заявление было опровергнуто несколькими источниками. Абдул Гафар Сайедзада, начальник отдела по борьбе с терроризмом в министерстве внутренних дел Афганистана, сказал «Рейтер», что похоже, что Ахмед Вали Карзай был убит одним из его телохранителей, и никто не был к этому причастен. Залмай Айюби, представитель провинции Кандагар, а также Седик Седикки, представитель министерства внутренних дел, тоже считали, что «Талибан» не причастен к убийству.

## Расследование
Следователи полагают, что Сардар Мухаммед, возможно, был «спящим агентом» талибов или правительственным перебежчиком. Махмуд Карзай заявил, что Сардар посещал пакистанский город Кветту в течение последних трех месяцев, чтобы встретиться с шурой Кветты. Махмуд Карзай утверждал, что в последние недели Сардар действовал очень хаотично, в том числе плохо спал, ночью переходил из дома в дом, подозрительно относился к своим людям и узнавал, с кем они разговаривали, по их мобильным телефонам. Предполагается, что Сардар, возможно, употреблял наркотики.